# Essener-Rostocker Hütte
Die Essener-Rostocker Hütte (auch: Essener und Rostocker Hütte) ist eine Alpenvereinshütte der Sektion Essen des Deutschen Alpenvereins im Maurertal in der Venedigergruppe in Osttirol.

## Geschichte
Die Hütte geht auf eine ab 1901 von Bürgern aus Prägraten am Großvenediger verfolgte Initiative zurück. Für ein in Aussicht genommenes privates Unterkunftshaus fehlten den Einheimischen jedoch die Mittel und sie boten daher dem Deutschen und Österreichischen Alpenverein (DuOeAV) Bauplatz wie bereits angeschafftes Baumaterial an. Die Sektion Rostock des DuOeAV erwarb das Vorkaufsrecht und dank der Hilfe von Johann Stüdl nahmen die Vorbereitungsarbeiten ihren Lauf. Auf der Grundlage des von S. Volz in Prag verfassten Bauplans wurde im Frühjahr 1911 mit den Bauarbeiten begonnen und noch am 29. September 1911 konnte der winterfeste Rohbau vollendet werden. Nach erfolgtem Innenausbau (mit dem Ziele, dem kommenden Gast echt mecklenburgische Gemütlichkeit zu bieten) wurde das Haus am 8. August 1912 feierlich eingeweiht.
Das von der Sektion Essen des DuOeAV im Südtiroler oberen Seebertal (Gurgler Kamm) erbaute, am 18. August 1903 eingeweihte Haus fiel nach dem Ersten Weltkrieg an Italien und wurde, unter anderem Namen, später ein Raub der Flammen. Seit 1929 bestand im hintersten Virgental unterhalb des Umbalkees die Neue Essener Hütte. Dieses auf 2500 m s.l.m. massiv ausgeführte Bauwerk fiel jedoch 1936 einer Lawine zum Opfer. Der an etwas höher gelegener Stelle 1939 wiederhergestellte Bau wurde am 27. März 1958 ebenfalls von einer Lawine zerstört. Die Sektion Essen des Deutschen Alpenvereins errichtete in der Folge ihre Hütte als überdimensionierten Anbau zu der in jenen Jahren verwaisten Rostocker Hütte, die damit zur Essener-Rostocker-Hütte wurde.

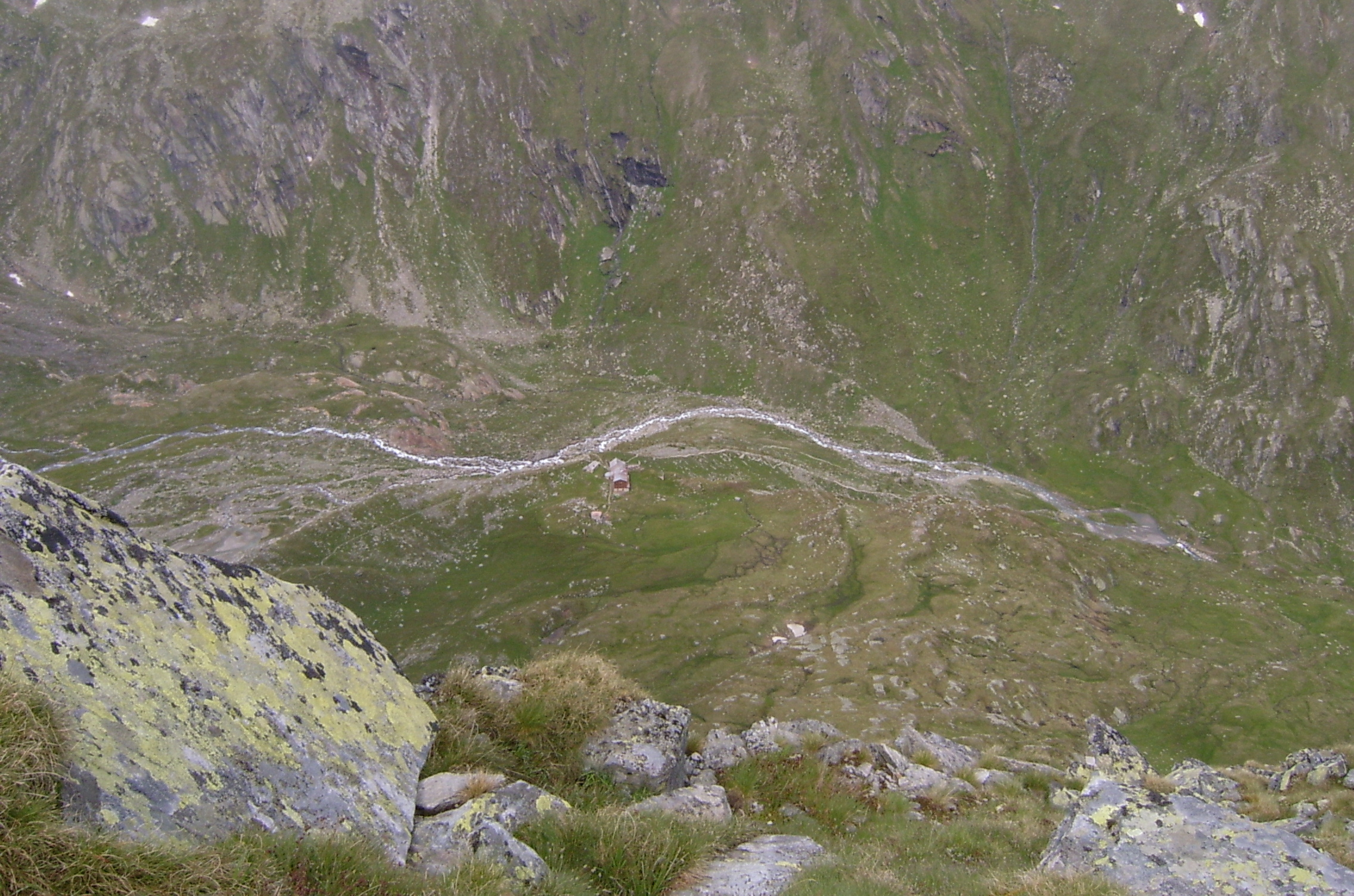
Essener-Rostocker-Hütte vom Rostocker Eck

## Aufstieg
Vom Parkplatz Ströden in einer Viertelstunde zur Stoan-Alm, weiter durch das Maurertal zur Talstation der Materialseilbahn (10 Minuten) und zwei Stunden Aufstieg zur Hütte.

## Übergänge
- über das Türmljoch (2790 m) in 4 Stunden zur Johannishütte
- Alpenkönigroute, in 7 Stunden zur Clarahütte (es empfiehlt sich, einen Bergführer zu nehmen.)
- Lenkjöchlhütte, (2603 m) in 6 Stunden
- Kürsingerhütte, in ca. 4½ Stunden.
- Warnsdorfer Hütte, ca. 4,5 Stunden

## Tourenziele
- Westliche 3473 m und Östliche 3442 m Simonyspitze, in 4 Stunden (ohne Übergang)
- Großer Geiger, 3360 m, in 4 Stunden
- Dreiherrnspitze, 3499 m, in 5–6 Stunden
- Malhamspitze, 3360 m, in 5 Stunden
- Rostocker Eck (Hausberg), 2749 m, in 2,5 Stunden
- Simonysee, 2380 m, in 35 Minuten

## Bilder

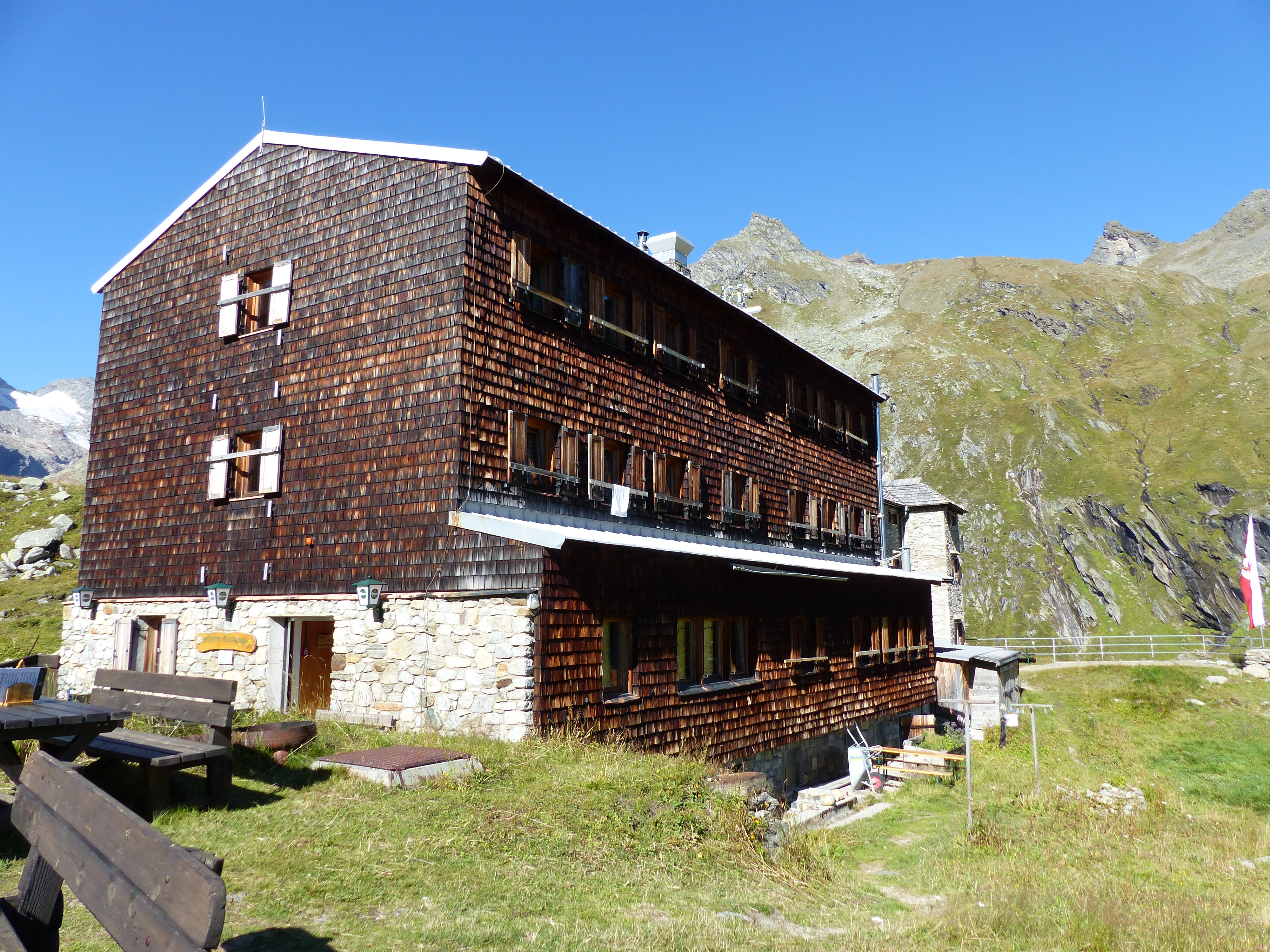
Essener-Rostocker Hütte
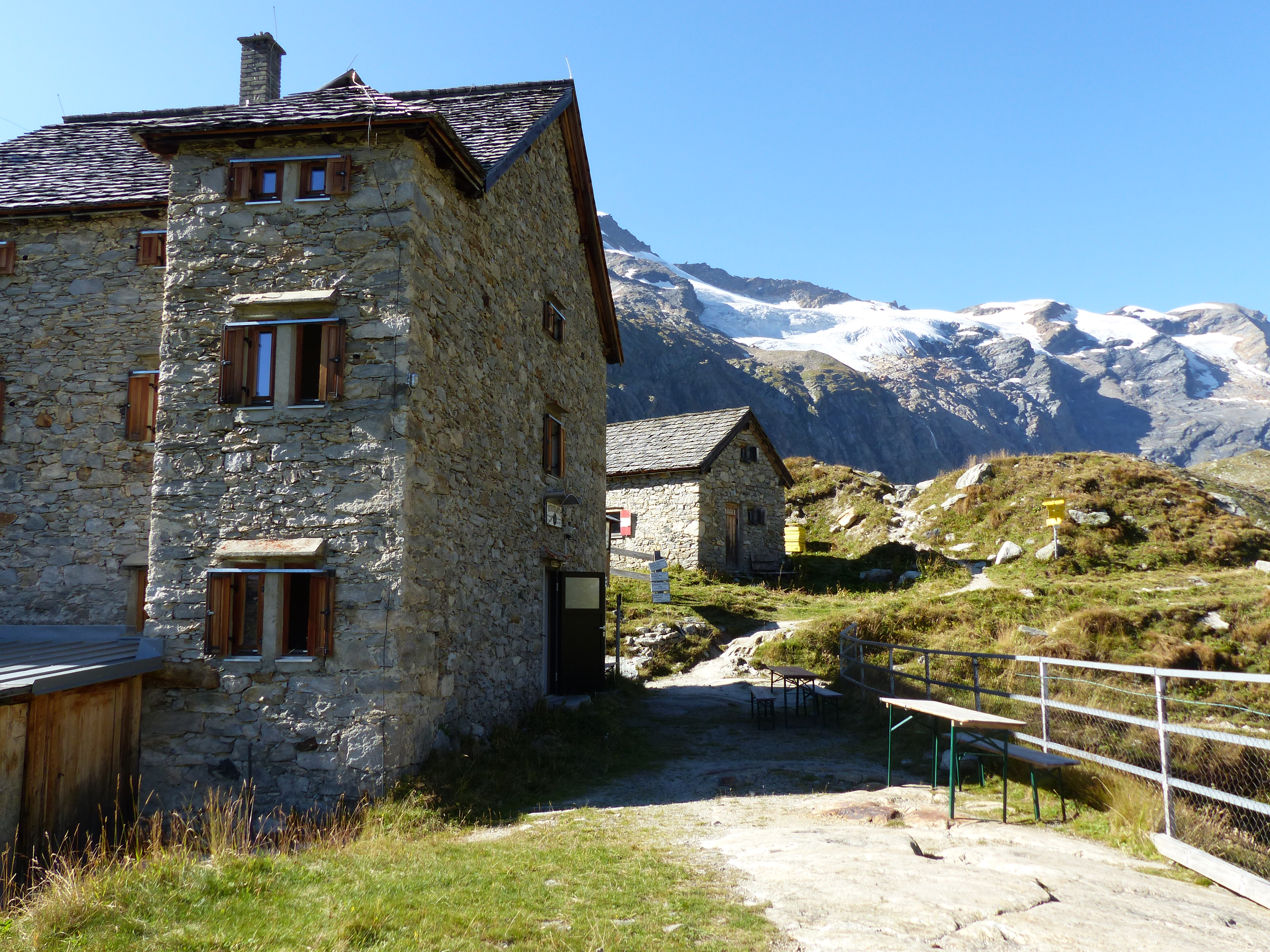
Ehemalige Rostocker Hütte (hinten) und Essener Hütte (vorne)
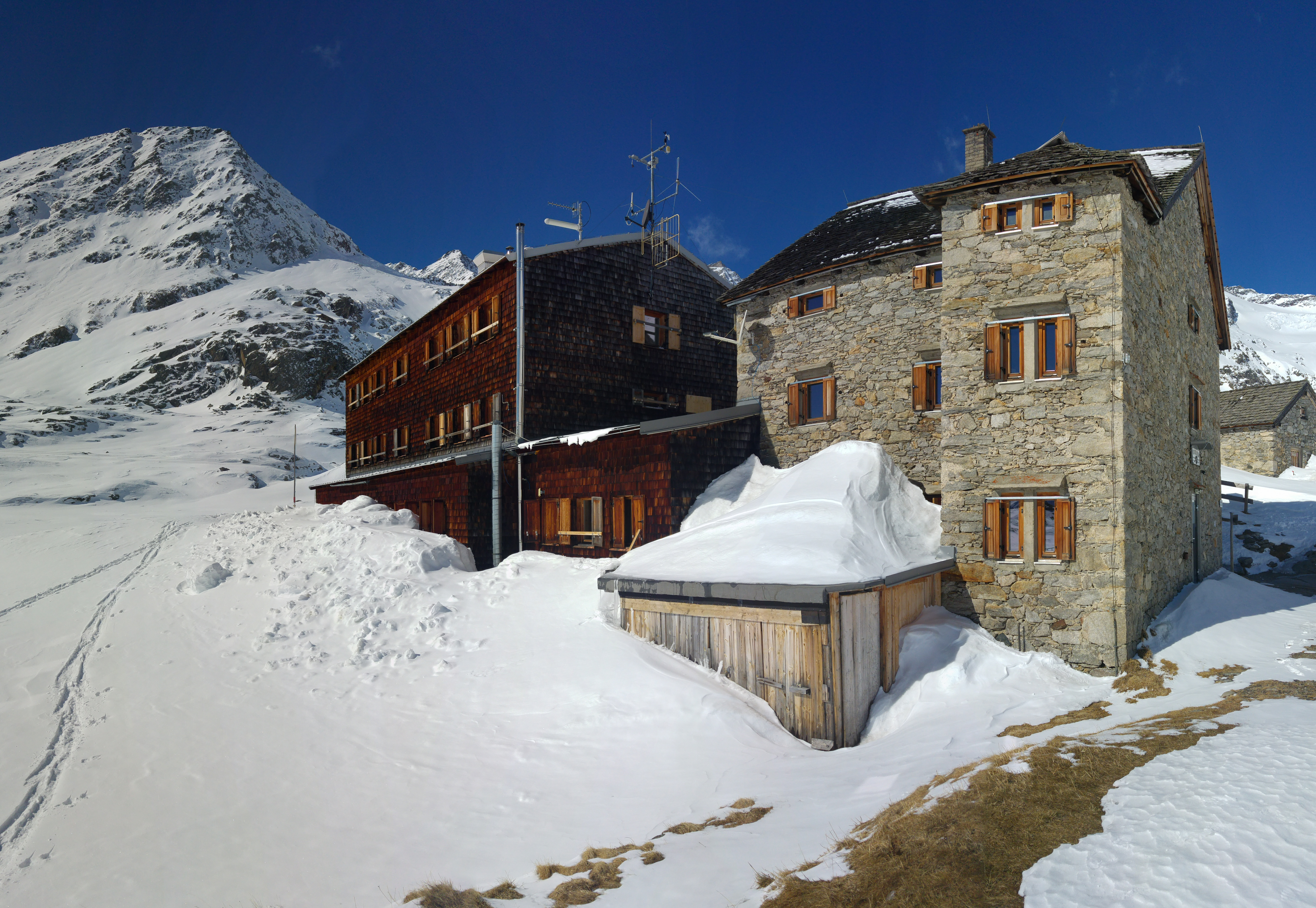
Essener-Rostocker Hütte im Winter
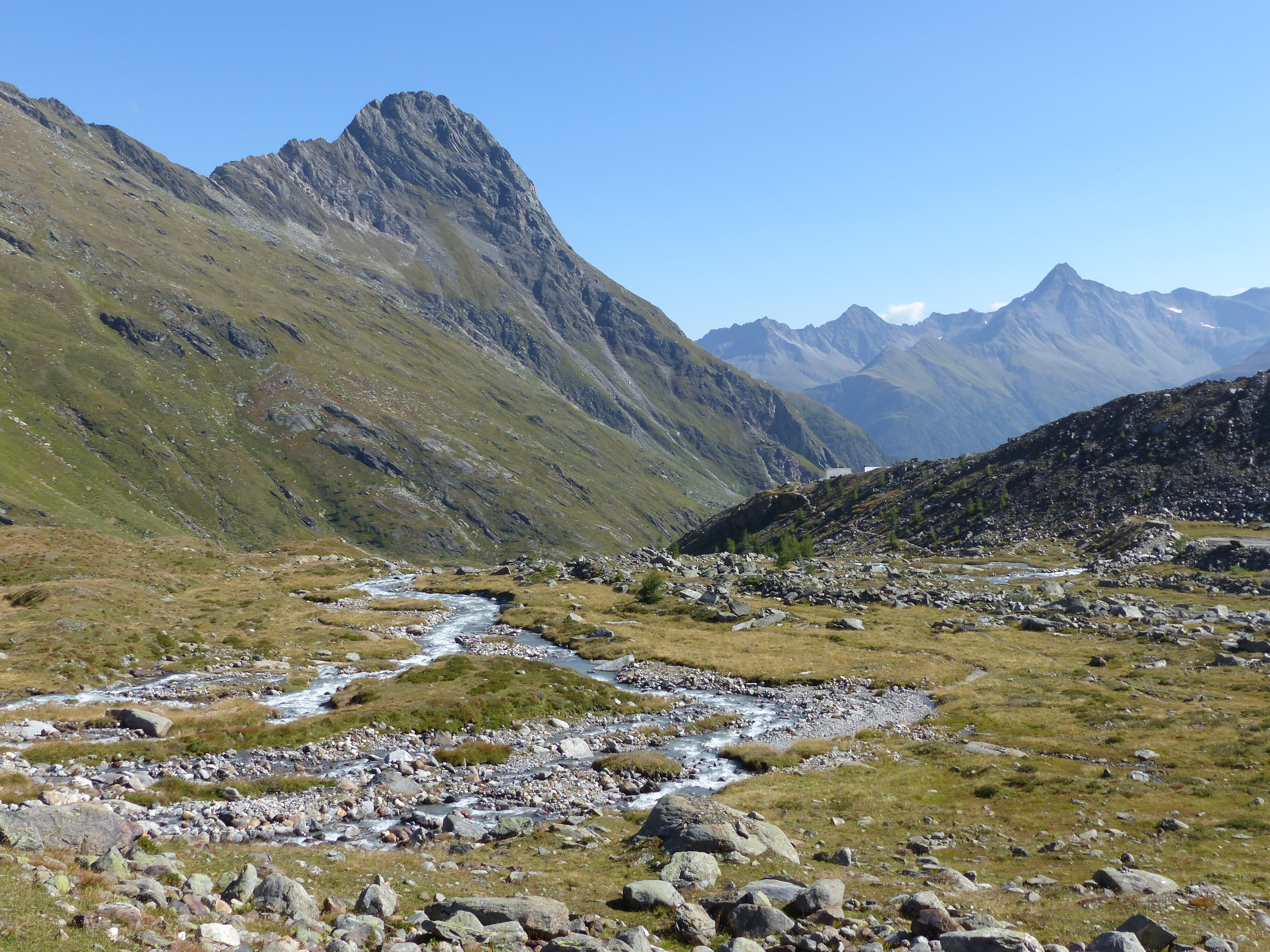
Maurertal mit Essener-Rostocker Hütte, Schlüsselspitze und Lasörling
Blick von der Essener-Rostocker Hütte in den Talschluss des Maurertals